# Hochfelden, Zürich
Hochfelden là một đô thị thuộc huyện hành chính Bülach, bang Zürich, Thụy Sĩ. Đô thị này có diện tích 6,16 km2, dân số thời điểm tháng 12 năm 2009 là người.